# Marc Kilgour
Pour les articles homonymes, voir Kilgour.
Marc Kilgour est un personnage de la série de romans Henderson's Boys de Robert Muchamore.

## Jeunesse
Marc a été trouvé dans la gare de Beauvais alors qu'il était bébé, avec un morceau de papier portant ces mots : « allergique au lait de vache ». Comme sa mère ne fut jamais retrouvée, il passa les douze premières années de sa vie dans un orphelinat de garçons dirigé par l'Église catholique.

## Enseignement
Garçon très intelligent, Marc est particulièrement bon en langues. Un des professeurs de son orphelinat lui avait appris l'allemand, ce qui lui fut bien utile dans le roman Le Jour de l'Aigle.

## Apparitions

### L'Évasion
Après avoir malencontreusement fait tomber la fille du propriétaire de la ferme voisine à son orphelinat dans la fosse à purin de cette dernière, Marc se fait rosser par le directeur de son orphelinat mais, durant un raid aérien, il décide de fuguer. Arrivé à Paris, il s'installe dans une maison sans savoir qu'elle appartenait à Charles Henderson, un espion anglais. Or un jour, un groupe de Gestapo entreprend de la fouiller et trouva Marc Kilgour. Pensant qu'il connaissait l'agent, ils le torturent en lui arrachant une dent mais décident de le laisser dans la maison. Après le départ de la Gestapo, Charles Henderson trouve Marc dans sa maison et décide de l'emmener avec Paul Clarke et Rosie , qu'ils retrouvent en chemin, en Angleterre. Mais, Marc n'avait pas de passeport ce qui ne lui permettait pas de regagner la Grande-Bretagne. L'histoire se termine sur un cliffhanger dans lequel le bateau emmenant Rosie et Paul, Henderson étant resté en France avec Marc, est en train de sombrer.

### Le Jour de l'Aigle
Dans ce roman, Marc aide Henderson à réduire à néant le débarquement allemand en Angleterre. Pour entrer en zone de guerre, Henderson se fait passer pour un fermier. Mais cela ne marche pas car les fermiers ne sont pas autorisés dans la zone, donc l'officier du barrage d'entrée dans la zone le nomme traducteur vue ses capacités en langues. Après deux semaines d'infiltration, Marc devient à son tour un traducteur grâce à Henderson. L'histoire se termine avec Marc, Henderson et deux prisonniers de guerre, qui les aidèrent à repartir en Angleterre et dérober les plans d'invasion, qui arrivent en Grande-Bretagne. 

### L'Armée secrète
Au début du livre, Marc subit une opération chez le dentiste pour retirer les fragments de la dent que l'officier de la Gestapo lui avait arraché restants. Puis, Henderson l'ayant oublié, Marc est obligé de regagner le club de gentelmen de l'homme par ses propres moyens où il le trouve saoul. Malheureusement durant la nuit, l'établissement est bombardé par les Allemands avec des bombes incendiaires. Marc trouve durant son évacuation un homme suffocant auquel il porte secours en l'emmenant à l'extérieur de l'établissement. Cet exploit attire l'attention d'un amiral qui lui trouve un endroit pour un entraînement "grandeur nature".
Marc retourne au campus quelques jours avant l'entraînement de saut en parachute nécessaire au grand entraînement. Marc découvre qu'il a le vertige et se sent mal avant de sauter en parachute. Son premier saut d'accréditation est catastrophique, mais, sous les conseils de Paul, il effectue un second saut presque parfait. Il accomplit l'entraînement avec le reste de l'équipe qui consistait à relier le nord de l'Écosse à London's King's Cross Station.

### Opération U-boot
Dans ce tome, les agents de Henderson partent en mission dans la France occupée, plus précisément à Lorient, pour y saboter les bases des sous-marins U-Boot qui détruisent beaucoup de navires de vivres alliés en direction de L'Angleterre. Marc se fait capturer par la Gestapo et enfermer dans une prison à Rennes, où, pour se défendre, il tue un prisonnier à l'aide de la pilule L (cyanure). À la suite de cet incident, il est envoyé dans un camp de travail à Francfort en Allemagne.

### Le Prisonnier
Depuis 8 mois, Marc Kilgour est enfermé dans un camp de travail à Francfort en Allemagne. Épuisé, sous alimenté et dans des conditions d'hygiène minable, il est prêt à tout pour quitter sa prison et rejoindre Henderson en Angleterre...